# Wojciech Kocyan
Wojciech Kocyan – polski pianista i pedagog.
Absolwent Akademii Muzycznej w Katowicach (klasa prof. Andrzeja Jasińskiego, dyplom z wyróżnieniem) oraz Uniwersytetu Południowej Kalifornii w Los Angeles (doktorat ze sztuk muzycznych). Profesor na Loyola Marymount University w Los Angeles. Laureat międzynarodowych konkursów pianistycznych. Dyrektor artystyczny Międzynarodowego Konkursu Pianistycznego w Los Angeles.
Nominowany do Fryderyka 2002 w kategorii Album Roku Muzyka Solowa za płytę Skriabin, Prokofiew, Rachmaninow (Dux).

## Nagrody
- 1985: XI Międzynarodowy Konkurs Pianistyczny im. Fryderyka Chopina – m.in. nagroda pozaregulaminowa im. Zbigniewa Drzewieckiego[2]
- 1986: II Ogólnopolski Konkurs Pianistyczny im. Ignacego Jana Paderewskiego w Bydgoszczy - I nagroda
- 1992: Międzynarodowy Konkurs Pianistyczny im. Ferruccio Busoniego w Bolzano - VI nagroda[3]
- 1992: Międzynarodowy Konkurs Muzyczny im. Viottiego w Vercelli - II nagroda[4]